# قضاوت (پس از مرگ)

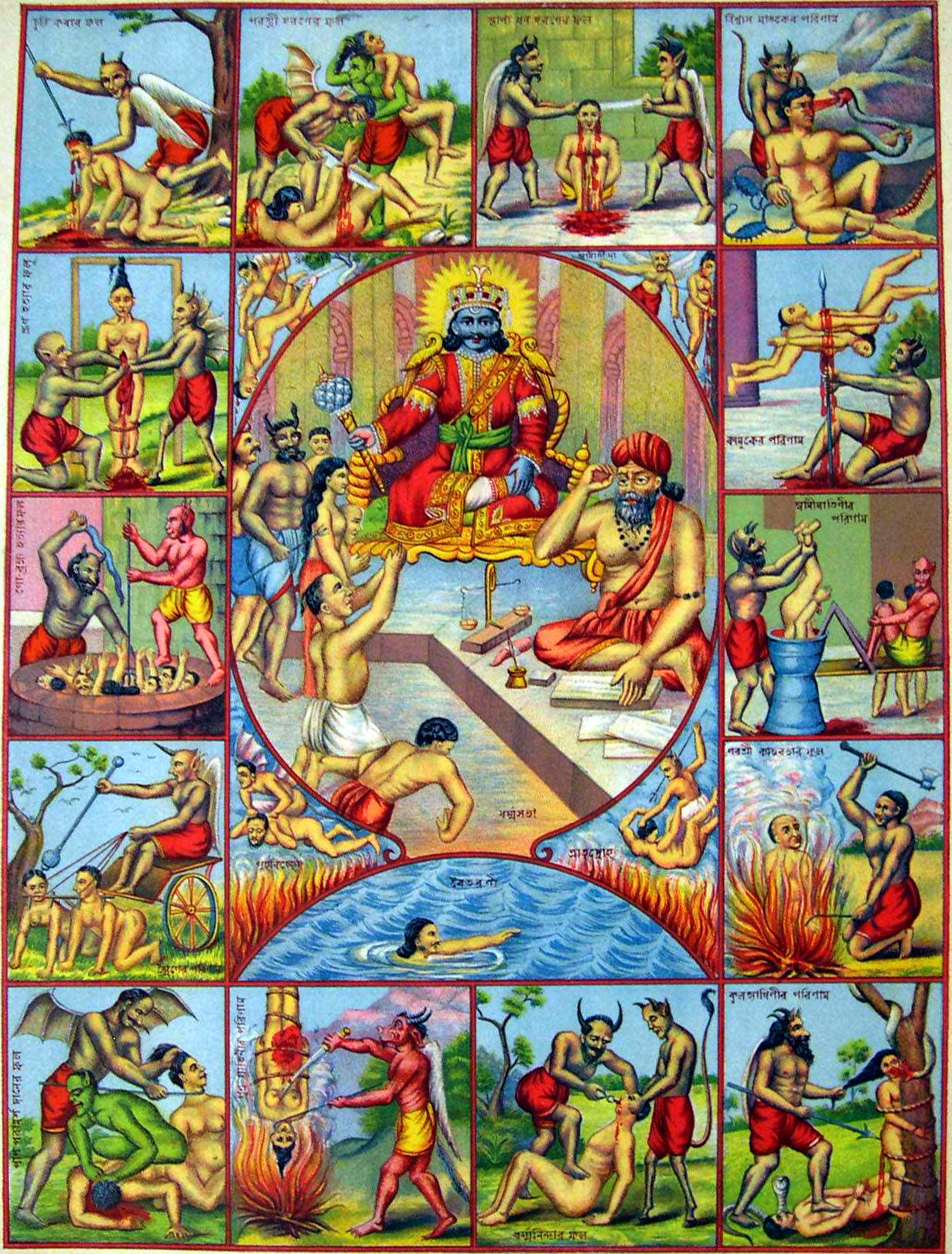
پانل مرکزی خدای هندو یما مردگان را قضاوت می‌کند. پانل‌های دیگر قلمرو/جهنم‌های مختلف ناراکا را به تصویر می‌کشند.

قضاوت (انگلیسی: Judgement) در زندگی پس از مرگ، که در آن اعمال و ویژگی‌های زندگی فرد تعیین‌کننده مجازات یا پاداش است، موضوع اصلی بسیاری از ادیان است. تقریباً همه ادیان به شدت به زندگی پس از مرگ اختصاص دارند، و تأکید می‌کنند که آنچه در زندگی فعلی خود انجام می‌دهید، بر آنچه پس از مرگ برای شما اتفاق می‌افتد تأثیر می‌گذارد.

## ادیان باستانی

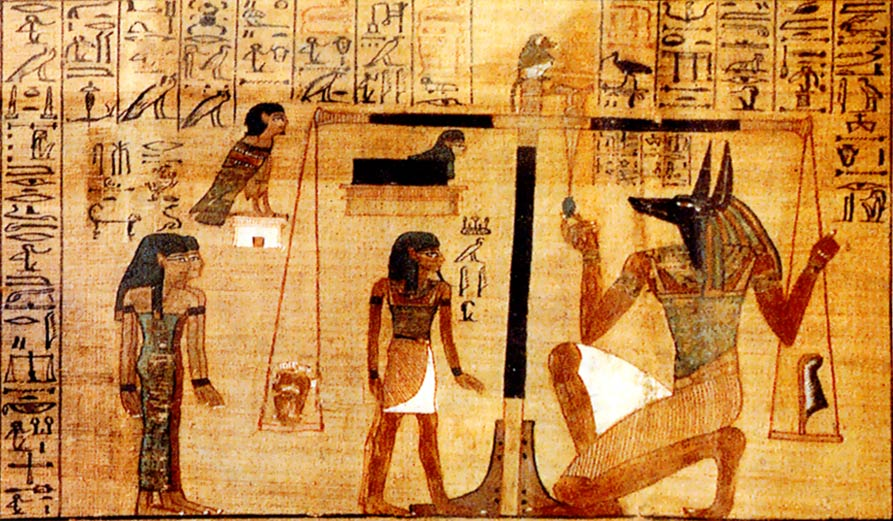
تصویری از کتاب مرگ

### یونان باستان
یونانیان باستان معتقد بودند که پس از مرگ، فردی وارد قلمرو هادس، دنیای زیرین یونان می‌شود و توسط مینوس، آیاکوس و رادامانتوس قضاوت می‌شود. بسته به اعمال فرد در زندگی، فرد به یکی از سه سطح مختلف فرستاده می‌شود: الیسیوم، دشت آسفودل یا تارتاروس. الیزیوم برای کسانی است که در زندگی عادل بوده‌اند و مختص افراد خوب و قهرمانان افسانه ای است. در الیسیوم، مردم استراحت می‌کنند و از یک زندگی با شادی ابدی در زمینی زیبا و راحت با درختان و خورشید لذت می‌برند. دشت آسفودل سرزمین بی‌طرفی است، جایی که آنهایی که یا بی‌طرف بودند یا اعمال خوب و بدشان تقریباً برابر است، اقامت داشتند. این مکان خنثی ای است که نماد عدم شهرت ساکنان آن در زندگی است. قلمرو نهایی، تارتاروس، قلمرو شریران است. این عمیق‌ترین قلمرو هادس است و کسانی که اعمال بدانجام داده‌اند در اینجا برای ابد مجازات می‌شوند. مجازات در اینجا منعکس کننده اعمال شرورانه ای است که در زندگی فرد مرتکب شده است (به عنوان مثال، تانتالوس پسرش را کشته و به خدایان داده است، بنابراین او را با ایستادن در استخری که با درختان میوه احاطه شده بود، تنبیه کردند، اما نمی‌توانست از آب و میوه بخورد.)..